# Ecología de poblaciones

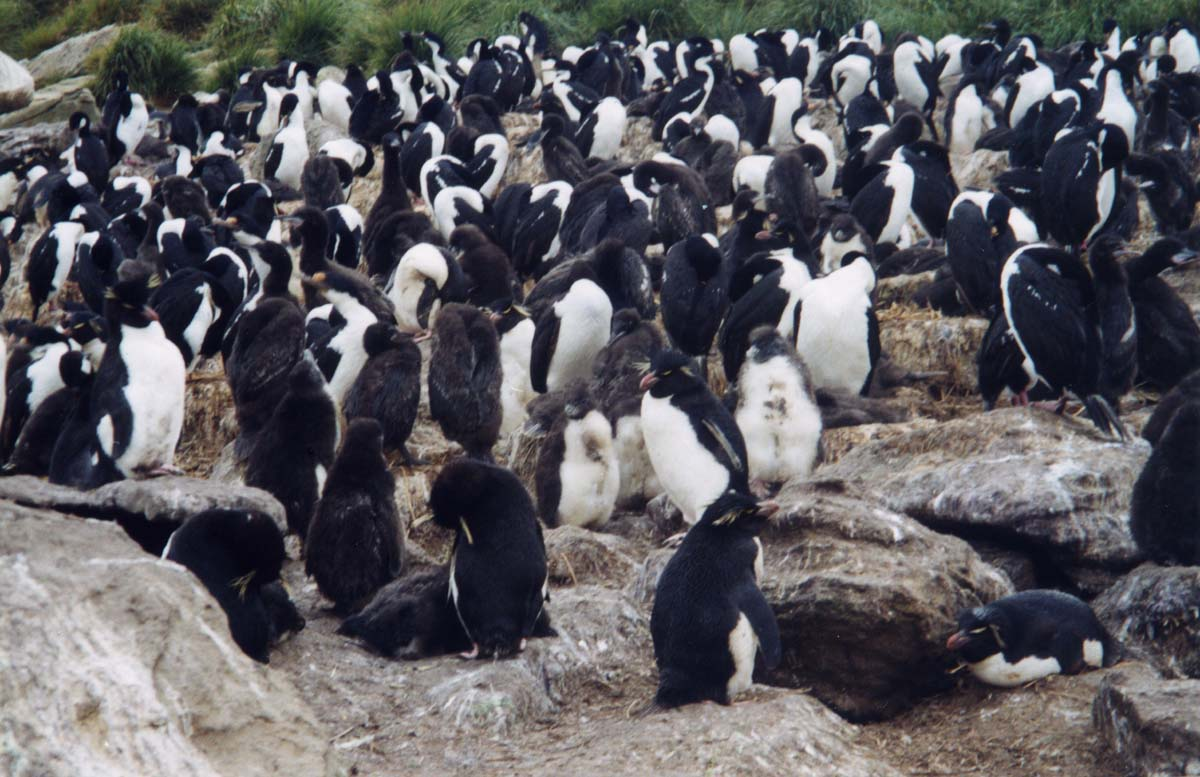
Ejemplo de población de pingüinos sobre unas rocas.

La ecología de poblaciones también llamada demoecología o ecología demográfica, es una rama de la demografía que estudia las poblaciones formadas por los organismos de una misma especie desde el punto de vista de su tamaño (número de individuos), estructura (sexo y edad) y dinámica (variación en el tiempo).
Una población desde el punto de vista ecológico se define como "el conjunto de individuos de la misma especie que ocupan un lugar y tiempo determinado, que además tienen descendencia fértil".
Ejemplo: afectan factores como la disponibilidad o calidad de alimentos, cambio de hábitat, etc.
Los atributos o características que se estudian en todas las poblaciones son:

## Propiedades
Mortalidad es el cociente entre el número de individuos que mueren en una unidad de tiempo dentro de la población y el tamaño de la población. 
Natalidad es el cociente entre el número de individuos que nacen en una unidad de tiempo dentro de la población y el tamaño de la población.
Inmigración es la llegada de organismos de la misma especie a la población. Se mide mediante la tasa de inmigración que es el cociente entre individuos llegados en una unidad de tiempo y el tamaño de la población.
Emigración es la salida de organismos de la población a otro lugar. Se mide mediante la tasa de emigración que es el cociente entre individuos emigrados en una unidad de tiempo y el tamaño de la población.
Si en una población la suma de la natalidad y la tasa de inmigración es superior a la suma de la mortalidad y la tasa de emigración su tamaño aumentará con el tiempo; tendremos una población en expansión y su crecimiento se representará con signo +.
Si por el contrario la suma de la natalidad y la tasa de inmigración es inferior a la suma de la mortalidad y la tasa de emigración, la población disminuirá con el tiempo; tendremos una población en regresión y su crecimiento se representará con signo -.

## Parámetros demográficos secundarios
Densidad es el número de organismos por unidad espacial. La unidad espacial depende del medio habitado por la población. Si es un medio acuático será una unidad de volumen. Si se trata del medio aéreo o el fondo marino la unidad será una unidad de superficie.
Distribución es la manera en que los organismos de una población se ubican en el espacio, hay tres tipos de distribución en todas las poblaciones:
1.- Distribución al azar.- Una de sus causas es la poca tendencia a la agregación de sus individuos y se distribuyen de manera irregular. Se presenta cuando el medio es homogéneo, con recursos disponibles regularmente en toda su área.
2.- Distribución uniforme.- Puede presentarse donde la dispersión de recursos es escasa, o donde los miembros de la población obtienen alguna ventaja de su espacio regular.
3.- Distribución aglomerada.- Es la forma de distribución de los individuos de la población más frecuente en la naturaleza y obedece fundamentalmente a la dispersión heterogénea de los recursos en el medio y a la tendencia social de ciertas especies a agruparse, con lo que obedece una mayor protección contra el ataque de los depredadores, pero también desventajas como un incremento en la competencia por la obtención de recursos en el medio.

## Dinámica de poblaciones
Una gran parte de la ecología de poblaciones es matemática, ya que buena parte de su esfuerzo se dirige a construir modelos de la dinámica de poblaciones, los cuales deben ser evaluados y refinados a través de la observación en el terreno y el trabajo experimental. La Ecología de poblaciones trabaja a través de muestreos y censos para comprobar la estructura de la población (su distribución en clases de edad y sexo) y estimar parámetros como natalidad, mortalidad, tasa intrínseca de crecimiento (r) o capacidad de carga del hábitat (K). Vemos estos últimos relacionados, por ejemplo, en el modelo clásico de crecimiento de una población en condiciones naturales, el del crecimiento logístico  curva logística que corresponde al crecimiento exponencial denso-dependiente:
{\displaystyle dN/dt=rN(K-N)/K}